# Witold Siwiński (burmistrz)
Witold Siwiński (ur. 12 listopada 1955 w Przedczu) – polski zootechnik i samorządowiec, burmistrz Przedcza w latach 1994–2024.

## Życiorys
Syn Natalii i Mieczysława, rolników prowadzących gospodarstwo rolne w Zalesiu. W 1970 roku ukończył Szkołę Podstawową w Żarowie, następnie uczęszczał do Technikum Rolniczego w Brześciu Kujawskim. W 1976 roku podjął studia na Akademii Rolniczej w Poznaniu, gdzie w 1981 roku uzyskał tytuł magistra inżyniera zootechnika. Następnie podjął pracę w Wojewódzkim Ośrodku Postępu Rolniczego w Kościelcu.
1 lipca 1994 roku rada miejska w Przedczu powołała go na stanowisko burmistrza. W wyborach bezpośrednich reelekcję uzyskał w 2002, 2006, 2010, 2014 i 2018 roku. W 2018 roku był jedynym kandydatem na stanowisko burmistrza. W wyborach w 2024 roku nie ubiegał się o reelekcję, na stanowisku burmistrza zastąpił go Jarosław Sobański. W tych samych wyborach bez powodzenia kandydował do rady powiatu kolskiego z listy koalicji Trzecia Droga.

## Życie prywatne
W 1988 roku poślubił nauczycielkę Annę Bącelę, mają troje dzieci.